# دیوید تودی
دیوید تودی، (به انگلیسی: David Thodey) (زاده ۱۴ مه ۱۹۵۴) کارآفرین، بازرگان و مدیر ارشد اجرایی استرالیایی است، که در حال حاضر به‌عنوان مدیر عامل اجرایی شرکت تلسترا فعالیت می‌کند.